# یکتا ناصر
یکتا ناصر (زادهٔ ۱۲ آبان ۱۳۵۷) بازیگر اهل ایران است. او در سال ۱۳۹۰ برای بازی در یکی می‌خواد باهات حرف بزنه برندهٔ سیمرغ بلورین بهترین بازیگر نقش مکمل زن جشنواره فیلم فجر شد.

## زندگی‌نامه
یکتا ناصر در ۱۲ آبان ۱۳۵۷ در تهران زاده شد. پدرش افسر بازنشسته نیروی زمینی و مادرش خانه‌دار است. وی در ۱۹ سالگی به واسطه علاقه به بازیگری به چند دفتر سینمایی مراجعه کرده و در تست انتخاب بازیگر شرکت نمود؛ به‌طوری که در نهایت برای بازی در سریال گل‌های کاغذی (۱۳۷۶) انتخاب شد.
یکتا ناصر پس از بازی در سریال گل‌های کاغذی، کماکان فعالیت‌های خویش را ادامه داده و در چند مجموعه تلویزیونی دیگر نیز بازی کرد؛ تا اینکه با ایفای نقش در فیلم ساقی (۱۳۸۰) رسماً فعالیت خود را در سینما آغاز نمود. او در این مدت وارد دانشگاه نیز شد و در رشته مهندسی محیط زیست مشغول به تحصیل گردید.

## زندگی شخصی
یکتا ناصر همسر منوچهر هادی کارگردان و فیلمنامه‌نویس سینمای ایران بوده و به گفته خود، سال ۱۴۰۱ از هم جدا شده‌اند. این زوج صاحب فرزندی به نام سوفیا هستند. او در ۲۹ اسفند ۱۴۰۲ مدعی شد که دخترش توسط پدرش ربوده شده است. مطابق توافق صورت گرفته، ناصر دخترش را به هادی تحویل داده و قرار بوده روز چهارشنبه دختر را به او تحویل دهد که این موضوع رخ نمی‌دهد. ناصر شکایت خود را در کلانتری ثبت کرد و پرونده در حال پیگیری است. پس از آن، منوچهر هادی عکسی از خود، یکتا ناصر، و دخترشان را در اینستاگرام خود منتشر کرد و گفته‌های ناصر را تکذیب کرد. او در اینستاگرام خود ویدیویی از گریه خود پخش کرد که با واکنش‌های متفاوتی روبرو شد.

## فیلم‌شناسی

### مجموعهٔ تلویزیونی
| سال  | عنوان          | کارگردان                              |
| ---- | -------------- | ------------------------------------- |
| ۱۳۷۶ | گل‌های کاغذی    | مرتضی عقیلی                           |
| ۱۳۷۷ | عید آن سال‌ها   | سعید ابراهیمی‌فر                       |
| ۱۳۷۸ | کاشانه         | قاسم جعفری                            |
| ۱۳۷۸ | شب چراغ        | امیر قویدل، جمال شورجه و مجید جوانمرد |
| ۱۳۷۸ | پدرخوانده      | حمید قدکچیان                          |
| ۱۳۷۹ | با من بمان     | حمید لبخنده                           |
| ۱۳۸۳ | لبه تاریکی     | سعید سلطانی                           |
| ۱۳۸۴ | اولین شب آرامش | احمد امینی                            |
| ۱۳۹۱ | دختران حوا     | حسین سهیلی زاده                       |
| ۱۳۹۴ | جاده قدیم      | بهرام بهرامیان                        |

### سینمایی
| سال  | عنوان                     | نقش         | کارگردان          | توضیحات |
| ---- | ------------------------- | ----------- | ----------------- | --- |
| ۱۳۸۰ | ساقی                      | آرزو        | محمدرضا اعلامی    | |
| ۱۳۸۱ | فراری                     |             | رضا جعفری         | |
| ۱۳۸۲ | باران رؤیاها را نمی‌شوید   |             | اصغر یوسفی‌نژاد    | |
| ۱۳۸۲ | خانه‌ای در شن              |             | اردشیر افشین راد  | |
| ۱۳۸۲ | عاشق مترسک                | روناک       | مهدی نوربخش       | |
| ۱۳۸۲ | قند ترش                   |             | کوروش خزاعی       | |
| ۱۳۸۳ | سرود تولد                 |             | علی قوی‌تن         | |
| ۱۳۸۴ | قتل آنلاین                |             | مسعود آب‌پرور      | |
| ۱۳۸۵ | روز برمی‌آید               |             | بیژن میرباقری     | |
| ۱۳۸۵ | نسکافه داغ داغ            | نیکا        | علی قوی‌تن         | |
| ۱۳۸۷ | قند تلخ                   |             | محمد عرب          | |
| ۱۳۸۷ | شیرین                     | یکتا ناصر   | عباس کیارستمی     | فیلم مستند، درام که تصویرگر نگاه ۱۱۳ بازیگر زن، بدون هیچ سخنی به دوربین فیلمبرداری است، در حالی که صداهایی از قرائت منظومه خسرو و شیرین نظامی گنجوی به گوش می‌رسد. |
| ۱۳۹۰ | یکی می‌خواد باهات حرف بزنه | هنگامه      | منوچهر هادی       | |
| ۱۳۹۲ | زندگی جای دیگری است       |             | منوچهر هادی       | |
| ۱۳۹۲ | گنجشکک اشی‌مشی             |             | وحید نیکخواه‌آزاد  | |
| ۱۳۹۳ | من سالوادور نیستم         | الهام ایزدی | منوچهر هادی       | |
| ۱۳۹۴ | مشکل گیتی                 | سوفیا دبیر  | بهرام کاظمی       | |
| ۱۳۹۴ | فصل نرگس                  | آیلار       | نگار آذربایجانی   | |
| ۱۳۹۴ | کارگر ساده نیازمندیم      | میمنت       | منوچهر هادی       | |
| ۱۳۹۶ | آینه بغل                  | شهرزاد      | منوچهر هادی       | |
| ۱۳۹۷ | رحمان ۱۴۰۰                | شراره       | منوچهر هادی       | |
| ۱۴۰۰ | شب طلایی                  |             | یوسف حاتمی‌کیا     | |
| ۱۴۰۱ | حدود ۸ صبح                | دریا        | منوچهر هادی       | |
| ۱۴۰۲ | کوکتل مولوتوف             |             | حسین امیری دوماری | |

### شبکهٔ نمایش خانگی
| سال  | نام         | سمت    | نقش       | کارگردان       | توضیحات |
| ---- | ----------- | ------ | --------- | -------------- | ------- |
| ۱۳۹۳ | ابله        | بازیگر | فرانک     | کمال تبریزی    |         |
| ۱۳۹۵ | عاشقانه     | بازیگر | زن باردار | منوچهر هادی    |         |
| ۱۳۹۶ | آشوب        | بازیگر |           | کاظم راست‌گفتار |         |
| ۱۳۹۸ | دل          | بازیگر | آوا       | منوچهر هادی    |         |
| ۱۴۰۰ | نیسان آبی   | بازیگر | زری       | منوچهر هادی    |         |
| ۱۴۰۱ | شب‌های مافیا | بازیگر | خودش      | سعید ابوطالب   |         |
| ۱۴۰۲ | مهمونی      | بازیگر | خودش      | ایرج طهماسب    |         |
| ۱۴۰۲ | نیسان آبی ۲ | بازیگر | زری       | مسعود اطیابی   |         |

### فیلم تلویزیونی
| سال  | عنوان           |
| ---- | --------------- |
| ۱۳۸۵ | آخرین روز ماه   |
| ۱۳۸۸ | پشت نیمه شب     |
| ۱۳۸۹ | بلندترین شب سال |
| ۱۳۸۹ | روستای مرزی     |

## نمایش‌های تئاتر
- مردگان بی کفن و دفن (۱۳۹۴)
- ترور (۱۳۹۴)[۹]
- دختر یانکی (۱۳۹۲)[۱۰]

## جوایز و افتخارات
- برنده سیمرغ بلورین بهترین بازیگر نقش مکمل زن از سی امین جشنواره فیلم فجر، برای فیلم یکی می‌خواد باهات حرف بزنه[۱۱]
- برنده تندیس بهترین بازیگر نقش مکمل زن در شانزدهمین جشن خانه سینما برای فیلم یکی میخواد باهات حرف بزنه
- کاندید بهترین بازیگر زن سینما در چهاردهمین جشن دنیای تصویر برای فیلم یکی میخواد باهات حرف بزنه
- برنده تندیس بهترین بازیگر نقش مکمل زن در ششمین جشن انجمن منتقدان و نویسندگان سینما برای فیلم یکی میخواد باهات حرف بزنه
- کاندید بهترین بازیگر نقش مکمل زن در هشتمین جشن منتقدان و نویسندگان سینما برای فیلم زندگی جای دیگری است